# Situnjak
Situnjak is een bestuurslaag in het regentschap Asahan van de provincie Noord-Sumatra, Indonesië. Situnjak telt 1202 inwoners (volkstelling 2010).